# El Retén
El Retén ist eine Gemeinde (municipio) im Departamento Magdalena in Kolumbien.

## Geographie
El Retén liegt im Norden von Magdalena. An die Gemeinde grenzen im Norden Puebloviejo, im Osten Aracataca, im Süden Fundación und Pivijay und im Westen Remolino.

## Bevölkerung
Die Gemeinde El Retén hat 21.591 Einwohner, von denen 16.789 im städtischen Teil (cabecera municipal) der Gemeinde leben (Stand: 2022).

## Geschichte
El Retén wurde 1913 gegründet. Den Status einer Gemeinde erhielt El Retén 1996.

## Persönlichkeiten
- Fidel Bassa (* 1962), Boxer